# Cassiopée (mission spatiale)
Pour les articles homonymes, voir Cassiopée.
Cassiopée est une mission spatiale franco-russe menée conjointement par le Centre national d'études spatiales et le RKA à bord de la station spatiale Mir en 1996. La spationaute Claudie André-Deshays (aujourd'hui Claudie Haigneré) était chargée de cette mission et devint pour l'occasion la première française dans l'espace et la première européenne hors URSS. Ce 5e vol habité franco-russe lui a permis de réaliser 5 expériences scientifiques durant 16 jours en orbite.

## Écusson
Le logo de la mission Cassiopée a été réalisé par l'artiste française Frederica Matta.

## Expériences

### COGNILAB
L'expérience COGNILAB est un laboratoire destiné aux neurosciences et à la robotique. Il permet d'étudier les mécanismes cérébraux en comparant le comportement et les performances des spationautes avec et sans pesanteur. Le logiciel développé en C pour cette expérience contient plus de 100 000 lignes de code.

### FERTILE
FERTILE est une expérience de biologie animale, consistant à l'étude du développement d'embryons d'amphibiens en apesanteur. Après une injection d'hormones en orbite, les œufs sont récupérés et le développement arrêté à différentes phases.

### CASTOR
CASTOR est une expérience technologique qui permet de vérifier les vibrations de la station spatiale.

### PHYSIOLAB
L'expérience PHYSIOLAB est un laboratoire destiné à l'étude du système cardio-vasculaire. Au cours de la mission, 180 heures de mesure ont été effectuées pour un volume de donné 120 Mo.

### ALICE 2
L'expérience ALICE 2 (Analyse des Liquides Critiques dans l'Espace) vise à étudier le comportement des fluides en impesanteur. Les enregistrements étant automatiques et allant de 1 h à 113 h, les 16 jours de la mission ont pu être mis à contribution. 10 cartes mémoires de 40 Mo et 10 cassettes vidéos sont revenues sur terre pour un poids total de 2 kg environ.

## Déroulement

### Avant le vol
Claudie André-Deshays fut sélectionnée en tant qu'astronaute par le CNES en 1985 et désignée en octobre 1992 comme doublure de Jean-Pierre Haigneré pour la mission Altaïr. Cela marque le début de son entraînement qui se concrétise en 1994 par sa désignation en tant qu'astronaute titulaire pour la mission Cassiopée. Elle apprend ainsi le fonctionnement des expériences.

### Lancement
Le décollage a lieu le 17 août 1996 à 15 h 17 (heure de Paris), à bord du vaisseau russe Soyouz TM-24 lui-même sur un lanceur Soyouz depuis le cosmodrome kazakhe de Baïkonour. Elle part en compagnie de Valeri Korzoune et Alexandre Kaléri. Le vaisseau s'amarre à la station Mir le 19 août 1996 à 18 h 26 après 34 orbites.

### Vie à bord
Elle passe 14 jours à bord de la station et réalise les 5 expériences scientifiques qui lui sont assignées.

### Le retour
Le retour s'effectue à bord d'un autre Soyouz, le TM-23 où elle complète l'équipage de Youri Onoufrienko et Youri Oussatchev et atterrit à 800 km au nord-est du cosmodrome de Baïkonour.